# 1153
Il 1153 (MCLIII in numeri romani) è un anno  del XII secolo.

## Eventi
- 23 marzo - trattato di Costanza per l'elezione imperiale di Federico I Barbarossa
- 24 maggio - Malcolm IV succede a Davide I al trono di Scozia.
- 12 luglio - Anastasio IV succede a Eugenio III, diventando il 168º papa.
- 19 agosto - Baldovino III di Gerusalemme prende le redini del Regno di Gerusalemme, e conquista Ascalona.
- 6 novembre - Trattato di Wallingford, fine della lotta di successione al trono inglese che aveva visto contrapposti per quasi vent'anni Matilda, figlia di Enrico I d'Inghilterra ed il cugino di lei Stefano di Blois. Stefano riconosce come suo figlio adottivo ed erede Enrico, figlio di Matilda e di Goffredo V d'Angiò detto Plantageneto; inizia, dunque, la dinastia dei Plantageneti.

## Nati
- 17 agosto - Guglielmo, conte di Poitiers, nobile britannico († 1156)
- Cathal Crobdearg Ua Conchobair, re irlandese († 1224)
- Guglielmo II di Sicilia, re († 1189)
- Narsète Lampronese, teologo armeno († 1198)
- Waleran de Beaumont, IV conte di Warwick, nobile († 1204)
- Riccardo di Clare, III conte di Hertford, nobile inglese († 1217)

## Morti
- 7 gennaio - Manfredo Boccacci, vescovo cattolico italiano
- 28 gennaio - Pelagio da Oviedo, vescovo cattolico e storico spagnolo
- 3 aprile - Al-'Adil ibn al-Sallar, generale e politico arabo
- 22 maggio - Atto di Pistoia, abate, vescovo cattolico e santo portoghese
- 24 maggio - Davide I di Scozia, sovrano
- 12 giugno - Roger de Beaumont, II conte di Warwick, nobile (n. 1102)
- 8 luglio - Papa Eugenio III, papa, abate e beato italiano
- 16 agosto - Bernard de Tremelay, cavaliere medievale francese
- 17 agosto - Eustachio IV di Boulogne, conte
- 20 agosto - Bernardo di Chiaravalle, monaco cristiano, abate e teologo francese
- 16 dicembre - Ranulph de Gernon, militare inglese (n. 1099)
- Anna Comnena, storiografa bizantina (n. 1083)
- Walter Espec, militare e giurista inglese
- Enrico I di Magonza, arcivescovo cattolico tedesco
- Pietro I di Béarn, francese
- Al-Shahrastani, filosofo, teologo e storico persiano (n. 1086)
- Tolomeo II dei conti di Tuscolo, nobile italiano

## Calendario
| Calendario 1153 | Calendario 1153 | Calendario 1153 | Calendario 1153 | Calendario 1153 | Calendario 1153 | Calendario 1153 | Calendario 1153 | Calendario 1153 | Calendario 1153 | Calendario 1153 | Calendario 1153 | Calendario 1153 | Calendario 1153 | Calendario 1153 | Calendario 1153 | Calendario 1153 | Calendario 1153 | Calendario 1153 | Calendario 1153 | Calendario 1153 | Calendario 1153 | Calendario 1153 | Calendario 1153 | Calendario 1153 | Calendario 1153 | Calendario 1153 | Calendario 1153 | Calendario 1153 | Calendario 1153 | Calendario 1153 | Calendario 1153 | Calendario 1153 |
| --------------- | --------------- | --------------- | --------------- | --------------- | --------------- | --------------- | --------------- | --------------- | --------------- | --------------- | --------------- | --------------- | --------------- | --------------- | --------------- | --------------- | --------------- | --------------- | --------------- | --------------- | --------------- | --------------- | --------------- | --------------- | --------------- | --------------- | --------------- | --------------- | --------------- | --------------- | --------------- | --------------- |
|                 | 1               | 2               | 3               | 4               | 5               | 6               | 7               | 8               | 9               | 10              | 11              | 12              | 13              | 14              | 15              | 16              | 17              | 18              | 19              | 20              | 21              | 22              | 23              | 24              | 25              | 26              | 27              | 28              | 29              | 30              | 31              |                 |
| Gennaio         | Gi              | Ve              | Sa              | Do              | Lu              | Ma              | Me              | Gi              | Ve              | Sa              | Do              | Lu              | Ma              | Me              | Gi              | Ve              | Sa              | Do              | Lu              | Ma              | Me              | Gi              | Ve              | Sa              | Do              | Lu              | Ma              | Me              | Gi              | Ve              | Sa              |                 |
| Febbraio        | Do              | Lu              | Ma              | Me              | Gi              | Ve              | Sa              | Do              | Lu              | Ma              | Me              | Gi              | Ve              | Sa              | Do              | Lu              | Ma              | Me              | Gi              | Ve              | Sa              | Do              | Lu              | Ma              | Me              | Gi              | Ve              | Sa              |                 |                 |                 |                 |
| Marzo           | Do              | Lu              | Ma              | Me              | Gi              | Ve              | Sa              | Do              | Lu              | Ma              | Me              | Gi              | Ve              | Sa              | Do              | Lu              | Ma              | Me              | Gi              | Ve              | Sa              | Do              | Lu              | Ma              | Me              | Gi              | Ve              | Sa              | Do              | Lu              | Ma              |                 |
| Aprile          | Me              | Gi              | Ve              | Sa              | Do              | Lu              | Ma              | Me              | Gi              | Ve              | Sa              | Do              | Lu              | Ma              | Me              | Gi              | Ve              | Sa              | Do              | Lu              | Ma              | Me              | Gi              | Ve              | Sa              | Do              | Lu              | Ma              | Me              | Gi              |                 |                 |
| Maggio          | Ve              | Sa              | Do              | Lu              | Ma              | Me              | Gi              | Ve              | Sa              | Do              | Lu              | Ma              | Me              | Gi              | Ve              | Sa              | Do              | Lu              | Ma              | Me              | Gi              | Ve              | Sa              | Do              | Lu              | Ma              | Me              | Gi              | Ve              | Sa              | Do              |                 |
| Giugno          | Lu              | Ma              | Me              | Gi              | Ve              | Sa              | Do              | Lu              | Ma              | Me              | Gi              | Ve              | Sa              | Do              | Lu              | Ma              | Me              | Gi              | Ve              | Sa              | Do              | Lu              | Ma              | Me              | Gi              | Ve              | Sa              | Do              | Lu              | Ma              |                 |                 |
| Luglio          | Me              | Gi              | Ve              | Sa              | Do              | Lu              | Ma              | Me              | Gi              | Ve              | Sa              | Do              | Lu              | Ma              | Me              | Gi              | Ve              | Sa              | Do              | Lu              | Ma              | Me              | Gi              | Ve              | Sa              | Do              | Lu              | Ma              | Me              | Gi              | Ve              |                 |
| Agosto          | Sa              | Do              | Lu              | Ma              | Me              | Gi              | Ve              | Sa              | Do              | Lu              | Ma              | Me              | Gi              | Ve              | Sa              | Do              | Lu              | Ma              | Me              | Gi              | Ve              | Sa              | Do              | Lu              | Ma              | Me              | Gi              | Ve              | Sa              | Do              | Lu              |                 |
| Settembre       | Ma              | Me              | Gi              | Ve              | Sa              | Do              | Lu              | Ma              | Me              | Gi              | Ve              | Sa              | Do              | Lu              | Ma              | Me              | Gi              | Ve              | Sa              | Do              | Lu              | Ma              | Me              | Gi              | Ve              | Sa              | Do              | Lu              | Ma              | Me              |                 |                 |
| Ottobre         | Gi              | Ve              | Sa              | Do              | Lu              | Ma              | Me              | Gi              | Ve              | Sa              | Do              | Lu              | Ma              | Me              | Gi              | Ve              | Sa              | Do              | Lu              | Ma              | Me              | Gi              | Ve              | Sa              | Do              | Lu              | Ma              | Me              | Gi              | Ve              | Sa              |                 |
| Novembre        | Do              | Lu              | Ma              | Me              | Gi              | Ve              | Sa              | Do              | Lu              | Ma              | Me              | Gi              | Ve              | Sa              | Do              | Lu              | Ma              | Me              | Gi              | Ve              | Sa              | Do              | Lu              | Ma              | Me              | Gi              | Ve              | Sa              | Do              | Lu              |                 |                 |
| Dicembre        | Ma              | Me              | Gi              | Ve              | Sa              | Do              | Lu              | Ma              | Me              | Gi              | Ve              | Sa              | Do              | Lu              | Ma              | Me              | Gi              | Ve              | Sa              | Do              | Lu              | Ma              | Me              | Gi              | Ve              | Sa              | Do              | Lu              | Ma              | Me              | Gi              |                 |